# Droga krajowa nr 101 (Litwa)
Droga krajowa nr 101 (lit. Krašto kelias 101, skrótowo: KK101) – jedna z litewskich dróg krajowych, o długości około 27,35 km. Łączy Wilno z Szumskiem, biegnąc w całości w okręgu wileńskim. Trasa kończy się na granicy z Białorusią.